# Catherine Amalric
Catherine Amalric (ur. 19 października 1964 w Aurillac) – francuska polityk, farmaceutka szpitalna i działaczka samorządowa, deputowana do Parlamentu Europejskiego IX kadencji.

## Życiorys
Studiowała medycynę w Clermont-Ferrand. Z zawodu farmaceutka szpitalna, w 1999 objęła stanowisko kierownika działu farmacji w szpitalu w rodzinnej miejscowości. Działaczka Partii Radykalnej. Związana z samorządem Aurillac, od 2014 była zastępczynią mera do spraw kultury. Pełniła tę funkcję do 2020, pozostając radną miejską.
W 2019 bez powodzenia kandydowała do Europarlamentu z listy zorganizowanej wokół prezydenckiego ugrupowania LREM. Mandat posłanki do PE IX kadencji objęła w sierpniu 2023, zastępując zmarłą Véronique Trillet-Lenoir. Dołączyła do frakcji Odnówmy Europę.